# Proteína plasmática
Proteínas plasmáticas, por vezes referidas como proteínas do sangue, são proteínas presentes no plasma sanguíneo. Elas desempenham muitas funções diferentes, incluindo o transporte de hormônios, vitaminas e minerais na atividade e funcionamento do sistema imunológico. Outras proteínas do sangue atuam como enzimas, complemento, componentes, Inibidores de protease [en] ou precursores de cinina [en]. Ao contrário da crença popular, a hemoglobina não é uma proteína do sangue, pois é transportada dentro das células vermelhas do sangue, em vez de no soro sanguíneo.
A albumina sérica [en] representa 55% das proteínas do sangue, é um importante contribuinte para a manutenção da pressão oncótica do plasma e auxilia, como transportadora, no transporte de lipídios e hormônios esteroides. As globulinas compõem 38% das proteínas do sangue e transportam íons, hormônios e lipídios, auxiliando na função imunológica. O fibrinogênio compreende 7% das proteínas do sangue; a conversão de fibrinogênio em fibrina insolúvel é essencial para a coagulação do sangue. O restante das proteínas plasmáticas (1%) são proteínas reguladoras, como enzimas, pró-enzimas e hormônios. Todas as proteínas do sangue são sintetizadas no fígado, exceto as gamaglobulinas.

## Famílias de proteínas do sangue
| Proteína sanguínea    | Nível normal  | %   | Função                                                              |
| --------------------- | ------------- | --- | ------------------------------------------------------------------- |
| Albuminas [en]        | 3.5–5.0 g/dl  | 55% | criar e manter a pressão osmótica; transportar moléculas insolúveis |
| Globulinas            | 2.0–2.5 g/dl  | 38% | participam no sistema imunológico                                   |
| Fibrinogênio          | 0.2–0.45 g/dl | 7%  | Coagulação sanguínea                                                |
| Proteínas reguladoras |               | <1% | Regulação da expressão gênica                                       |
| Fatores de coagulação |               | <1% | Conversão de fibrinogênio em fibrina                                |

Exemplos de proteínas sanguíneas específicas:
- Pré-albumina (transtirretina)
- Alfa 1 antitripsina (neutraliza a tripsina que vazou do sistema digestivo)
- Alfa-1-Glicoproteína Ácida [en]
- Alfafetoproteína
- Alfa-2-macroglobulina [en]
- Imunoglobulina
- Beta-2 microglobulina [en]
- Haptoglobina
- Albumina Sérica Humana
- Ceruloplasmina
- Componente 3 do complemento
- Componente 4 do complemento [en]
- Proteína C-reativa (PCR)
- Lipoproteínas (quilomícrons, VLDL, LDL, HDL)
- Transferrina
- Protrombina
- MBL [en] ou MBP

## Significado clínico
A separação das proteínas séricas por eletroforese [en] é uma valiosa ferramenta de diagnóstico, bem como uma forma de monitorar o progresso clínico. A pesquisa atual sobre as proteínas do plasma sanguíneo está centrada na realização de análises de proteômica do soro/plasma em busca de biomarcadores. Esses esforços começaram com a eletroforese bidimensional em gel nos anos 1970, e em tempos mais recentes, essa pesquisa tem sido realizada usando proteômica baseada em LC-tandem MS. O valor laboratorial normal da proteína total sérica [en] é de cerca de 7 g/dL.
Os cientistas são capazes de identificar proteínas do sangue usando marcação por fotoafinidade, um meio de usar ligantes fotorreativos como um agente de marcação para identificar proteínas alvo.